# Васильев, Фёдор Васильевич (комдив)
Фёдор Васи́льевич Васи́льев (декабрь 1896, деревня Подлужье, Псковская губерния — 5 октября 1938) — советский военный деятель, комдив (1935 год).

## Начальная биография
Фёдор Васильевич Васильев родился в декабре 1896 года в деревне Подлужье Новоржевского уезда Псковской губернии в крестьянской семье. После смерти отца рос в сиротском доме.
После окончания сельскохозяйственного училища с 1914 года Васильев работал агрономом.

## Военная служба

### Первая мировая и гражданская войны
В сентябре 1915 года был призван в ряды Русской императорской армии и направлен в Николаевское кавалерийское училище, из которого в 1916 году был переведён в Душетскую школу прапорщиков. В том же году в чине прапорщика окончил пулемётные курсы при Ораниенбаумской офицерской стрелковой школе, после чего был назначен на должность начальника пулемётной команды (Донской 6-й казачий полк) принимал участие в боевых действиях на Западном фронте. В одном из боёв подъесаул Васильев был контужен.
Во время Октябрьской революции с отрядом Красной гвардии Васильев ушёл с фронта, после чего работал на узловой станции Смоленск. 
В марте 1918 года был призван в ряды РККА. В июне того же года вступил в ряды РСДРП(б). Тогда же Васильев из Гжатска в составе 1-го полка имени исполкома Западной области был направлен под Казань, после чего принимал участие в боевых действиях против войск Колчака, командуя различными подразделениями, в том числе и 233-м стрелковым полком. В ходе боевых действий был ранен и контужен.

### Послевоенная карьера
С 1923 года последовательно назначался на должности командира и военкома 25-го, 73-го и 74-го кавалерийских полков. Принимал участие в боевых действиях на КВЖД.
В январе 1930 года был назначен на должность командира 5-й Кубанской кавалерийской бригады.
В 1931 году окончил курсы командиров-единоначальников при Военно-политической академии имени Н. Г. Толмачева и в марте 1932 года был назначен на должность помощника командира 12-й кавалерийской дивизии, а в январе 1933 года — на должность командира и военкома Колхозной кавалерийской дивизии.
Комдив Фёдор Васильевич Васильев был арестован 17 июля 1937 года. Военной коллегией Верховного суда СССР 5 октября 1938 года по обвинению в участии в военном заговоре приговорен к расстрелу. Приговор приведён в исполнение в тот же день. Определением Военной коллегии от 1 июня 1956 года был реабилитирован.

## Награды
- Орден Ленина (1936);
- Два ордена Красного Знамени (1920, 1930).